# Szlak Sekwoi

Szlak Sekwoi – czarny znakowany szlak turystyczny w województwie zachodniopomorskim, w gminie Stare Czarnowo, na południowym obrzeżu Szczecińskiego Parku Krajobrazowego „Puszcza Bukowa”. Krótki, o długości 1,9 km szlak dojściowy do ogrodu dendrologicznego, rozpoczynający się na przystanku PKS na żądanie, 0,9 km na zachód od centrum Glinnej, wiedzie na północ, przekracza Leśną Szosę w pobliżu jeziora Dereń i niebieskiego Szlaku im. Stanisława Grońskiego, następnie wschodnią granicą rezerwatu przyrody „Źródliskowa Buczyna” dociera do węzła szlaków turystycznych, gdzie koniec trasy.
Na miejscu głaz narzutowy z tablicą upamiętniającą dr. Jerzego Jackowskiego (zasłużonego leśnika i działacza Ligi Ochrony Przyrody). Głaz ma 4,6 m obwodu i 1,4 m wysokości. Jest to granit ortoklazowy, różowy, gruboziarnisty. Obok dwa inne głazy z granitu różowego gruboziarnistego (obw. 4,2 m, wys. 1,2 m oraz obw. 4,8 m, wys. 0,9 m). Stąd do wejścia do ogrodu dendrologicznego 0,4 km na wschód.
- Sekwoja to potoczna nazwa jednego z najpotężniejszych drzew iglastych na świecie – mamutowca olbrzymiego (Sequoiadendron giganteum), który w wieku 111 lat i wysokości 38 m usechł tu w 1987 z powodu mrozu poniżej 30 stopni. Był to najstarszy i najwyższy okaz w Polsce. Obecne okazy tego gatunku są znacznie młodsze. Naturalne środowisko mamutowca olbrzymiego jest w Kalifornii (Ameryka Północna, Park Narodowy Sekwoi).

## Przebieg szlaku
- 0,0 km – Glinna, przystanek PKS na żądanie:
- 0,7 km – Leśna Szosa (jezioro Dereń, 80 m na północny zachód – niebieski Szlak im. Stanisława Grońskiego)
- 1,9 km – Arboretum w Glinnej (węzeł szlaków turystycznych, do wejścia do ogrodu dendrologicznego 0,4 km na wschód):
  -   Szlak im. Stanisława Pawelskiego – odchodzi
  -   Szlak im. Bolesława Czwójdzińskiego – odchodzi
  -  ścieżka dydaktyczna – odchodzi

Przebieg szlaku zweryfikowany według danych z roku 2007.